# 潘妮 (夢工廠)
潘妮(英語：Penny)，台灣版本又稱潘小妮。是夢工廠2014年電影《皮巴弟先生與薛曼的時光冒險》的主角之一。保羅和比蒂的女兒。薛曼的同學，對薛曼有好感。
原文配音為Ariel Winter，台灣國語配音為月亮姐姐，中國普通話配音為張子楓。

## 個性
潘妮是一個認真的女孩。起初，她和薛曼互相討厭，但後來他們產生了深厚的友誼(或可稱他們互相對對方有好感)。 
她似乎有一個魯莽的個性，可在她和薛曼在達文西的飛行器上的期間看到：她故意不控制飛行器，迫使薛曼接手。
她時常不接受她的行動的後果：例如當皮巴弟先生告誡潘妮薛曼因為她變成了不良少年，她卻說這不是她的錯。 
不過，有時她也表示出她願意面對自己的錯誤：因為她在眾人面前稱道：「一切都是我的錯，是我先開始的，他(薛曼)沒有做錯任何事」，以便讓皮巴弟先生和薛曼保持在一起的狀態 (但這還不足以說服顧仁園女士釋放皮巴弟先生)。並表示承擔她所做的全部責任。
這證明她不是只有能理解自己的失誤，也是關愛那些在她附近的人。

## 在電影裡
在課堂上，老師問「喬治·華盛頓砍倒什麼樹？」。 她回答櫻桃樹，但薛曼立即宣稱，喬治·華盛頓從來沒有砍過任何樹。這段話招惹了潘妮。午餐時，潘妮過來嘲笑薛曼，稱他是狗（她早上有見到皮巴弟先生送他上學）。她打走他的手上的金槍魚三明治後，薛曼就去把它撿起來，潘妮又趁機把他的哨子拿走。當薛曼要搶回他的哨子時，潘妮就用手勒住他的脖子，並要求他承認自己是狗。於是薛曼就咬了她。
第二天晚上，潘妮和她的父母都來吃飯。在皮巴弟先生的催促下，薛曼試圖與她打好關係，但因為提到喬治·華盛頓的事，導致薛曼只能現出皮巴弟先生交代不能說的時光機。薛曼又被潘妮的話刺激，進而操控時光機回到過去。
在古埃及時潘妮和圖坦王訂婚，但得知圖坦王死後(圖坦王得年18)必須隨他陪葬，因此反悔，卻還是被強行帶走。皮巴弟先生和薛曼就被關進人面獅身像裡，但後來逃脫。之後他們讓皮巴弟先生冒充阿努比斯，威脅眾人：若不停止婚禮就會帶來瘟疫。該計劃原本進展順利，直到阿努比斯雕像的下巴坍塌，露出皮巴弟和薛曼。隨後他們趕緊跑回時光機。
之後因時光機燃料不足而被迫降落歐洲的文藝復興時期，請求達文西的協助。接著在皮巴弟先生和達文西處理時光機時，潘妮和薛曼就去探險，在達文西的工作室裡，潘妮啟動了達文西的飛行器。當他們在佛羅倫斯空中飛行時，兩個人的關係越來越密切：潘妮開玩笑的潑薛曼河水。不過後來飛行器墜落，他們還差點沒命。皮巴弟先生對薛曼和潘妮感到非常生氣。
回程，皮巴弟先生責罵她讓薛曼變成一個不良少年。於是她說：「如果你是一個偉大的父親，為什麼顧人怨要把薛小曼帶走？」。 這導致薛曼和皮巴弟先生吵架翻臉。
當三人在時，薛曼跑去加入希臘軍隊。當戰鬥開始時，意外滾走，當特洛伊木馬在懸崖邊停住時，潘妮的裙子竟然被釘子勾住，薛曼就趕緊前去救她，但這一舉動也造成重心偏移，使得特洛伊木馬掉下去，當時，皮巴弟先生利用槓桿原理把薛曼和潘妮彈射出去，自己就掉下去了。薛曼發現皮巴弟先生已經去世，薛曼和潘妮就開始哭泣。隨後，薛曼想到一個方法可以救皮巴弟先生，但是必須回到自己存在的時空，所以薛曼和潘妮就強制回到他們已經存在的時空－為了挽救這一切。
在時光機墜落後捕狗大隊就把皮巴弟先生抓走，但在這時薛曼說了：「我也是一隻狗。」，使得全場的人都贊同，之後潘妮還走近薛曼，對他說：「我也想當一隻狗。」，隨後抱住薛曼。
皮巴弟先生與薛曼搭乘時光機前往未來，果然成功把古代事物吸回去，這時阿伽門農也順便把顧仁園帶走了。但是皮巴弟先生和薛曼卻不見蹤影，潘妮認為，薛曼再也回不來了，她失去了她最好的朋友，並開始哭泣。然而，時光機就突然出現，讓大家鬆了一口氣。
隔天，薛曼和潘妮成為玩伴，邊聊天並一起走進學校。

### 網站
- Dreamworks Wiki

## 外部連結
- Dreamworks Wiki-潘妮 (英語)
- 中文世界大典-潘妮
- 電影維基-潘妮
- Mr. Peabody & Sherman Wiki-潘妮 (英語)